# 広島県道205号安浦停車場線
広島県道205号安浦停車場線（ひろしまけんどう205ごう やすうらていしゃじょうせん）は、広島県呉市を通る一般県道である。

## 概要
JR西日本呉線 安浦駅前から広島県道34号矢野安浦線・広島県道465号川尻安浦線を結ぶ。
現在広島県道34号矢野安浦線はJR西日本呉線 安浦駅北側を経由するバイパスを建設しており、その全通後は経路が変更される可能性がある。

### 路線データ
- 起点：呉市安浦町中央1丁目（JR西日本呉線 安浦駅前）
- 終点：呉市安浦町中央1丁目（安浦駅前交差点、広島県道34号矢野安浦線交点、広島県道465号川尻安浦線終点）
- 総延長：36 m

## 地理

### 通過する自治体
- 呉市

### 交差する道路
| 交差する道路                                   | 交差する場所    | 交差する場所          |
| ---------------------------------------------- | --------------- | --------------------- |
| 広島県道34号矢野安浦線 広島県道465号川尻安浦線 | 安浦町中央1丁目 | 安浦駅前交差点 / 終点 |

### 沿線
- JR西日本呉線 安浦駅
- 呉市立安浦中学校